# Newnham (Hertfordshire)
Pour les articles homonymes, voir Newnham.
Newnham est une paroisse civile et un village du Hertfordshire, en Angleterre.